# Elisabeth Buchholz
Elisabeth Buchholz (* 30. März 1909 in Göttingen; † 2. März 1998 in Bad Fredeburg) war eine deutsche evangelische Theologin und die erste Frau, die innerhalb der Evangelischen Kirche in Hessen und Nassau (EKHN) ordiniert wurde.

## Werdegang
Nach dem Abitur studierte Elisabeth Buchholz in Marburg, Tübingen und Leipzig Theologie. 1935 legte sie in Marburg das Erste Theologische Examen ab. Da sie als Missionarin arbeiten wollte, reiste sie 1938 im Auftrag des Leipziger Missionswerks nach Chennai (damals Madras). Der Ausbruch des Zweiten Weltkrieges führte zum unfreiwilligen Abbruch ihres Dienstes. Vor ihrer erzwungenen Ausreise nach Deutschland wurde sie von den dort stationierten Briten interniert. Nach ihrer Rückkehr legte sie 1940 das Zweite Theologische Examen ab. Die Ordination von Elisabeth Buchholz wurde am 3. Mai 1950 durch Propst Wilhelm Weinberger vollzogen. Sie war damit die erste Frau innerhalb der EKHN, die ordiniert wurde.
Elisabeth Buchholz betreute verschiedene Pfarrstellen in Vertretung und führte dabei den Titel „Vikarin“. Neun Jahre nach ihrer Ordination trat das Kirchengesetz über die „Berufung von Frauen im kirchlichen Dienst“ in Kraft und Elisabeth Buchholz konnte den Titel „Pfarrerin“ für sich beanspruchen.

## Persönliches Engagement
Elisabeth Buchholz setzte sich in verschiedenen Organisationen für die Rechte von Theologinnen ein. So war sie seit 1936 Mitglied des Verbandes Evangelischer Theologinnen in Deutschland. Weiter ist sie Gründungsmitglied des 1956 gegründeten Vikarinnen-Konvents in Hessen und Nassau.
Ferner war sie Mitglied der Bekennenden Kirche.